# Les années lumière
Les Années lumière (bra: Os Anos de Luz) é um filme de drama de franco-suíço de 1981, dirigido Alain Tanner e fotografia de Jean François Robin.

## Resumo
Um jovem inicia a sua aprendizagem com um velho muito especial que o incumbe de tarefas sem sentido e difíceis. O velho solitário estuda os pássaros para um dia também poder voar.
Consegue-o mas alguns dias depois o seu cadáver é encontrado. Esta fábula toca-nos menos pelo seu simbolismo literário do romance de Daniel Odier La Voie Sauvage - do que pelo encontro com o irónico Howard e o entusiástico e rebelde Ford tendo como pano de fundo as paisagens irlandesas.

## Elenco
- Trevor Howard
- Mick Ford
- Bernice Stegers
- Odile Schmitt
- Henri Virlojeux
- Louis Samier
- Joe Pilkington